# WrestleQuest
 (décembre 2023).
WrestleQuest est un jeu vidéo de rôle développé par Mega Cat Studios et publié par Skybound Games, sorti le 22 août 2023 sur Windows, PlayStation 4, PlayStation 5, Xbox One, Xbox Series et Nintendo Switch, ainsi que sur iOS et Android via Netflix. Il associe le thème du catch professionnel avec des éléments de jeux de rôle japonais.